# آبشار کریستال (برزیل)
آبشار کریستال (برزیل) (به انگلیسی: Cristal Falls (Brazil)) آبشاری است که در برزیل واقع شده و ارتفاع کلی ریزشگاه آن ۲۰ متر است.